# Gonatocerus morgani
Gonatocerus morgani is een vliesvleugelig insect uit de familie Mymaridae. De wetenschappelijke naam is voor het eerst geldig gepubliceerd in 2006 door Triapitsyn.